# Manuel Silvela (obraz Goi)
Manuel Silvela – obraz olejny wykonany przez hiszpańskiego malarza Francisca Goyę (1746–1828), należący do zbiorów Muzeum Prado.

## Okoliczności powstania
Portret przedstawia Manuela Silvelę (1781–1832), hiszpańskiego prawnika, filozofa i wykładowcę uniwersyteckiego. W okresie okupacji francuskiej i rządów Józefa Bonapartego przyjął wysokie stanowisko sędziego w Madrycie. Został sędzią, aby zapobiec niesprawiedliwościom wobec współobywateli i pomagać więźniom politycznym. Mimo to był niesłusznie uważany za kolaboranta. W 1813 roku po powrocie Ferdynanda VII do władzy wraz z rodziną wyjechał do Francji; zamieszkał w Bordeaux, a następnie w Paryżu. Silvela poznał Goyę poprzez ich wspólnego przyjaciela pisarza Moratína, który również wyemigrował do Francji.
Portret jest tradycyjnie datowany na końcowy okres hiszpańskiej wojny o niepodległość, lata 1810–1813, na co wskazuje m.in. strój modny w tym okresie. Jednak w 1810 roku Silvela miał 29 lat, a na portrecie ma już siwe włosy i wydaje się starszy. Ostatnie badania nad obrazem sugerują późniejszą datę powstania – lata 1824–1827, kiedy Goya i Silvela jednocześnie przebywali w Bordeaux. Przyjaźń między nimi zacieśniła się po przybyciu malarza do Bordeaux i dzięki obecności ich wspólnego przyjaciela pisarza Moratína. Biorąc pod uwagę ciemną paletę barw, neutralne tło i prostotę kompozycji, portret przypomina prace Goi z ostatniego etapu malarskiego na emigracji, a nie z 1810 roku. Jednak według Muzeum Prado styl nie jest podobny do powstałych wtedy portretów Leandra Fernándeza de Moratína, Joaquína Maríi Ferrera, Maríi Martínez de Pugi, Jacques’a Galosa i Juana Bautisty de Muguira.

## Opis
Silvela został przedstawiony w pozycji siedzącej na krześle, którego oparcie widać ponad jego ramionami. Jest zwrócony lekko w prawo i tam kieruje wzrok. Ma na sobie szary płaszcz, żółtą kamizelkę i białoniebieski krawat. Ten strój w stylu romantycznym popiera hipotezę, że obraz został namalowany później. Biorąc pod uwagę posturę modela i kierunek spojrzenia można przypuszczać, że Goya namalował także portret jego żony, który stanowił parę z portretem Silveli.
Sposób przedstawienia postaci i niektóre elementy portretu, takie jak trudne do malowania ręce, znacznie wpływały na cenę obrazu. Z tego powodu na licznych portretach pędzla Goi ręce modeli są ukryte w połach kamizelki, za plecami modela, lub w inny sposób.

## Historia obrazu
Obraz należał do spadkobierców Silveli: jego wnuka Francisca, a następnie wdowy po nim Amalii Lorig i prawnuka Jorge Silveli, który sprzedał obraz do Muzeum Prado w 1931 roku.